# Phaea mankinsi
Phaea mankinsi es una especie de escarabajo longicornio del género Phaea, tribu Tetraopini, subfamilia Lamiinae. Fue descrita científicamente por Chemsak & Linsley en 1979.

## Descripción
Mide 12 milímetros de longitud.

## Distribución
Se distribuye por El Salvador, Guatemala y Honduras.